# ワールドマスターズゲームズ
ワールドマスターズゲームズ (英語：World Masters Games) は概ね25歳から35歳以上の壮年者のための世界規模の国際総合競技大会。スイスのローザンヌに本部を置く国際マスターズゲームズ協会 (IMGA) が主催する。オリンピックと同様、夏季大会はおおよそ4年ごとに開催される。
大会創設時に提唱された理念は「スポーツ・フォー・ライフ（人生を豊かにするスポーツ）」。主催者のIMGAは第3回大会翌年の1995年10月25日に設立された。IMGAはIOCに承認され、オリンピック・ムーブメントの支援およびオリンピック憲章のスポーツ・フォー・オール哲学の推進を目的とし、スポーツ・フォー・ライフの理念の下で大会を開催している。
参加資格における年齢制限は、実施される競技を管轄する国際競技連盟により異なり25歳から35歳以上だが、それより若い選手が参加できる競技もある。年齢以外に選考会成績などの条件はなく、誰でも参加できるオープン大会である。競技種目に応じて、障がい者の参加に配慮した運営体制あるいは障がい者部門が設けられる。第1回は1985年、カナダのトロントで開催された。原則としては4年に1度開催されるが2010年より5年ごとに冬季大会も開催されている。

## 歴史
カナダのトロントで1985年に第一回大会が開催されて以来、ワールドマスターズゲームズは1989年のデンマークのヘアニング、オールボー、オーフス（1989年）やオーストラリアのブリスベン（1994年）などで開催された。特にオーストラリアではマスターズスポーツへの関心が高く、過去3回開催され、2009年のシドニー大会では28,676人の参加者があった。

## 開催地一覧

### 夏季大会
2009年の大会開催地に日本の滋賀県が立候補していたが、決選投票で敗れ、オーストラリアのシドニーに決定した。
2021年第10回記念大会については、IMGAと関西広域連合との間で2013年11月京都市西本願寺において開催基本合意書に調印、関西広域連合加盟各府県市において開催されることとなった。なお、当初、大阪府、大阪市は数千万円となる見込みの分担金に見合うものとは考えられないとの理由から競技開催は見送っていたが、現在は参加している。しかしながら、新型コロナウイルス感染症の影響で大会延期となり、第11回大会の後の2027年に開催されることとなった
2025年の第11回大会については、パリ（フランス）、パース（オーストラリア）、シンガポールなどの候補地を破り、台湾の台北市・新北市での開催が決定した。
| 開催年 | 開催地                           | 開催国           | 競技数 | 参加国 | 参加人数 | 大会テーマ                                   |
| ------ | -------------------------------- | ---------------- | ------ | ------ | -------- | -------------------------------------------- |
| 1985年 | トロント                         | カナダ           | 22     | 61     | 8,305    | The Year of the Masters                      |
| 1989年 | ヘアニング、オールボー、オーフス | デンマーク       | 37     | 76     | 5,500    | Sport for Life                               |
| 1994年 | ブリスベン                       | オーストラリア   | 30     | 74     | 24,500   | The Challenge Never Ends                     |
| 1998年 | ポートランド                     | アメリカ         | 28     | 102    | 11,400   | The Global Celebration of Sport for Life     |
| 2002年 | メルボルン                       | オーストラリア   | 26     | 98     | 24,886   | The Biggest Multi-sport Festival on Earth    |
| 2005年 | エドモントン                     | カナダ           | 25     | 89     | 21,600   | A Festival of Sport in the City of Festivals |
| 2009年 | シドニー                         | オーストラリア   | 28     | 95     | 28,676   | Fit, fun and forever young                   |
| 2013年 | トリノ                           | イタリア         | 30     | 99     | 15,394   | Sport for life, Sport for all                |
| 2017年 | オークランド                     | ニュージーランド | 28     | 100    | 28,578   | For the Love of Sport                        |
| 2025年 | 台北／新北                       | 台湾             |        |        |          | SPORTS beyond AGE｜LIFE without LIMITS       |
| 2027年 | 関西                             | 日本             | 35     |        |          | The Blooming of Sport For Life               |
| 2029年 | パース                           | オーストラリア   |        |        |          |                                              |

### 冬季大会
| Edition | Year | Host             | Sports | Countries | Competitors | Motto             |
| ------- | ---- | ---------------- | ------ | --------- | ----------- | ----------------- |
| 1       | 2010 | ブレッド         | 7      | 42        | 3,000       | The Games for you |
| 2       | 2015 | Quebec City      | 9      | 20        | 1,600       | *                 |
| 3       | 2020 | インスブルック   | 12     |           | 3,500       | Spirit Together   |
| 4       | 2024 | ロンバルディア州 |        |           |             |                   |
| 5       | 2028 | ラフティ         |        |           |             |                   |